# Калачиги
Калачи́ги (рос. Калачиги) — присілок у складі Верхошижемського району Кіровської області, Росія. Адміністративний центр Калачигівського сільського поселення.
Населення становить 707 осіб (2010, 786 у 2002).
Національний склад станом на 2002 рік — росіяни 92 %.